# Leyes fonéticas del indoeuropeo

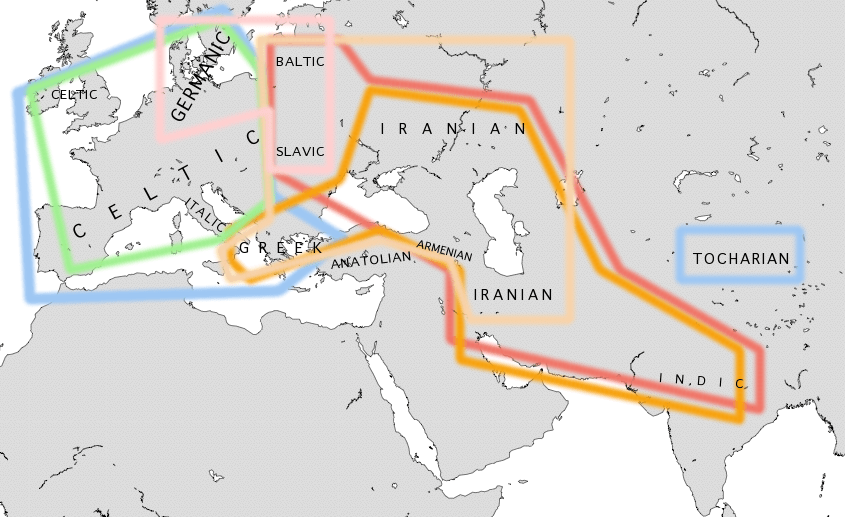
Mapa de las principales isoglosas entre las ramas del Indoeuropeo.

Cuando el protoindoeuropeo (PIE) se disgregó, su sistema de sonidos lo hizo también, de acuerdo con ciertas leyes sonoras, en las lenguas hijas.
Notables entre ellas son la palatalización que produjo las lenguas satem y la ley de Pedersen. Otros cambios notables son las leyes de Grimm y Verner en el protogermánico, un cambio independiente similar a la ley de Grimm en armenio, la pérdida de *p- prevocálica en protocéltico, la ley de Brugmann en protoindoiranio, la ley de Winter y la ley de Hirt en baltoeslavo, la fusión de las plosivas sonoras y aspiradas y de /a/ y /o/ en distintas lenguas "septentrionales". La ley de Bartholomae en indoiranio y la ley de Sievers en protogermánico y varias otras ramas pueden o no haber sido una característica común ya en el primitivo indoeuropeo. Un número de innovaciones, tanto fonológicas como morfológicas, forman características de área comunes a las lenguas itálicas y célticas; entre ellas se encuentran el paso de consonantes labiovelares a consonantes labiales en algunas ramas itálicas y célticas, produciendo el céltico P y el céltico Q (así como itálico P e itálico Q, aunque estos términos son menos usados). Otro grupo que comparte varias innovaciones de área es aquel formado por el griego, el indoiranio y el armenio; entre las innovaciones fonológicas comunes están la ley de Grassmann y la pérdida de *s- prevocálica en protogriego.
Los símbolos entre corchetes representan la pronunciación oficial según la AFI (véase la página correspondiente para mayor información).

## Consonantes
| PIE Trad. | PIE de las laringales | Sánscrito           | Avéstico                    | Antiguo Eslavo Eclesiást. | Lituano         | Armenio               | Albanés                   | Tocario        | Hitita          | Griego                        | Latín                              | Irlandés antiguo                | Protogerm.           |
| --------- | --------------------- | ------------------- | --------------------------- | ------------------------- | --------------- | --------------------- | ------------------------- | -------------- | --------------- | ----------------------------- | ---------------------------------- | ------------------------------- | -------------------- |
| *p        | *p⁽ʰ⁾                 | p                   | p                           | p                         | p               | h w1                  | p                         | p              | p               | p                             | p                                  | Ø ch /x/ 2                      | *f; *β 3; *p 4       |
| *t        | *t⁽ʰ⁾                 | t                   | t                           | t                         | t               | tʽ /tʰ/               | t                         | t c [c] 5      | t z 5           | t                             | t                                  | t th /θ/ 8                      | *θ *ð 3 *t 4         |
| *k̂        | *k̂⁽ʰ⁾                 | ś                   | s                           | s                         | š               | s                     | th /θ/ k9                 | k ś [ɕ] 9      | k               | k                             | k                                  | c /k/; ch /x/8                  | *x; *ɣ 3 k 4         |
| *k        | *k⁽ʰ⁾                 | k c 5               | k c 5                       | k č 5 c /ʦ/ 10            | k               | kʻ /kʰ/               | k [k]                     | k ś [ɕ] 9      | k               | k                             | k                                  | c /k/; ch /x/8                  | *x; *ɣ 3 k 4         |
| *kʷ       | *kʷ⁽ʰ⁾                | k c 5               | k c 5                       | k č 5 c /ʦ/ 10            | k               | kʻ /kʰ/               | k s 5 q [c] 10            | k ś [ɕ] 9      | ku /kʷ/         | p t 5 k 6                     | qu /kʷ/ c /k/ 7                    | c /k/ ch /x/ 8                  | *xʷ; *ɣʷ, *w 3; kʷ 4 |
| *b        | *p’                   | b                   | b                           | b                         | b               | p                     | b                         | p              | p               | b                             | b                                  | b                               | *p                   |
| *d        | *t’                   | d                   | d                           | d                         | d               | t                     | d dh /ð/ 8                | ʦ ś [ɕ] 5      | t               | d                             | d                                  | d dh /ð/ 8                      | *t                   |
| *ĝ        | *k̂’                   | j /ɟ͡ʝ/              | z                           | z                         | ž /ʒ/           | c /ʦ/                 | dh /ð/ g 9                | k ś [ɕ] 9      | k               | g                             | g                                  | g gh /ɣ/ 8                      | *k                   |
| *g        | *k’                   | g [g]; j [ɟ] 5      | g [g]; j [ʤ] 5              | g [g]; ž [ʒ] 5; dz [ʣ] 10 | g [g]           | k [k]                 | g                         | k ś [ɕ] 9      | k               | g                             | g                                  | g gh /ɣ/ 8                      | *k                   |
| *gʷ       | *kʷ’                  | g [g]; j [ɟ] 5      | g [g]; j [ʤ] 5              | g [g]; ž [ʒ] 5; dz [ʣ] 10 | g [g]           | k [k]                 | g z 5 gj /ɟ/ 10           | k ś [ɕ] 9      | ku /kʷ/         | b d 5 g 6                     | u /w/ gu /gʷ/ 15                   | b m, bh /w/ 8                   | *kʷ                  |
| *bʰ       | *b⁽ʰ⁾ / *pʰ           | bh /bʱ/             | b                           | b                         | b               | b w 8                 | b                         | p              | p               | ph /pʰ/                       | f b 8                              | b m, bh /m, w/8                 | *β                   |
| *dʰ       | *d⁽ʰ⁾ / *tʰ           | dh [dʱ]             | d [d]                       | d [d]                     | d [d]           | d [d]                 | d [d]                     | t [t]; c [c] 5 | t [t]           | th [tʰ]                       | f [f]; d 8; b [b] 14               | d [d]; dh [ð] 8                 | *ð                   |
| *ĝʰ       | *ĝ⁽ʰ⁾ / *k̂ʰ           | h [ɦ]               | z [z]                       | z [z]                     | ž [ʒ]           | j [ʣ]; z [z] 8        | dh [ð]; d [d] 9           | k [k]; ś [ɕ] 5 | k [k]           | ch [kʰ]                       | h [h]; h [h] / g [g] 9             | g [g]; gh [ɣ] 5                 | *ɣ                   |
| *gʰ       | *g⁽ʰ⁾ / *kʰ           | gh [gʱ]; h [ɦ] 5    | g [g]; ǰ [ʤ] 5              | g [g]; ž [ʒ] 5; dz ʣ 10   | g [g]           | g [g]; ǰ [ʤ] 5        |                           | k [k]; ś [ɕ] 5 | k [k]           | ch [kʰ]                       | h [h]; h [h] / g [g] 9             | g [g]; gh [ɣ] 5                 | *ɣ                   |
| *gʷʰ      | *gʷ⁽ʰ⁾ / *kʷʰ         | gh [gʱ]; h [ɦ] 5    | g [g]; ǰ [ʤ] 5              | g [g]; ž [ʒ] 5; dz ʣ 10   | g [g]           | g [g]; ǰ [ʤ] 5        | g [g]; z [z] 5; gj [ɟ] 10 | k [k]; ś [ɕ] 5 | ku [kʷ]         | ph [pʰ]; th [tʰ] 5; ch [kʰ] 6 | f [f]; g [g] / u [w] 8; gu [gʷ] 15 | g [g]                           | *ɣʷ                  |
| *s        | *s                    | s [s]; ṣ [ʂ] 11     | h [h, x]; s [s] 2; š [ʃ] 11 | s [s]; x [x] 11           | s [s]; š [ʃ] 11 | h [h]; s [s] 2; [-] 8 | sh [ʃ]; gj [ɟ] 12         | s [s]; ṣ [ʂ]   | š [s]           | h [h]; s [s] 2; [-] 8         | s [s]; r [r] 8                     | s [s]                           | *s; *z 3             |
| *m        | *m                    | m [m]               | m [m]                       | m [m]; ˛ [˜] 13           | m [m]; n [n] 13 | m [m]; n [n] 13       | m [m]; Ø 13               | m [m]; Ø 13    | m [m]; n [n] 13 | m [m]; n [n] 13               | m [m]                              | b [b]; m, bh [m, w] 8; n [n] 13 | *m; Ø 13             |
| *n        | *n                    | n [n]               | n [n]                       | n [n]                     | n [n]           | n [n]                 | n [n]                     | n [n]; ñ [ɲ]   | n [n]           | n [n]                         | n [n]                              | n [n]                           | *n                   |
| *l        | *l                    | r [r] (dial. l [l]) | r [r]                       | l [l]                     | l [l]           | l [l], ɫ [ɫ > ɣ]      | l [l]; ll [ɫ] 8           | l [l]          | l [l]           | l [l]                         | l [l]                              | l [l]                           | *l                   |
| *r        | *r                    | r [r]               | r [r]                       | r [r]                     | r [r]           | r [ɹ]                 | r [ɾ]                     | r [r]          | r [r]           | r [r]                         | r [r]                              | r [r]                           | *r                   |
| *i̯        | *i̯                    | y [j]               | y [j]                       | j [j]                     | j [j]           | Ø                     | gj [ɟ]; Ø                 | y [j]          | y [j]           | z [?zd/ʣ > z] / h [h]; Ø 8    | i [j]; Ø 8                         | Ø                               | *j                   |
| *u̯        | *u̯                    | v [ʋ]               | v [w]                       | v [v]                     | v [ʋ]           | g [g] / w [w]         | v [v]                     | w [w]          | w [w]           | w > h / Ø [w > h / -]         | u [w > v]                          | f [f]; Ø / w [w] 8              | *w                   |
| PIE Trad. | PIE Glotal            | Sánscrito           | Avéstico                    | Antiguo Eslavo Eclesiást. | Lituano         | Armenio               | Albano                    | Tocario        | Hitita          | Griego                        | Latín                              | Irlandés antiguo                | Protogerm.           |

Notas:
- 1 Después de vocal.
- 2 Ante una plosiva (p, t, k).
- 3 Ante una vocal no tónica (Ley de Verner).
- 4 Tras una fricativa (protogermánica) (s, f).
- 5 Ante una vocal anterior (protoindoeuropea) (i, e).
- 6 Antes o tras una vocal (PIE) u.
- 7 Antes o tras las vocales (PIE) o, u.
- 8 Entre vocales.
- 9 Ante una resonante.
- 10 Ante vocales secundarias anteriores (PIE tardío).
- 11 Tras r, u, k, i (RUKI).
- 12 Ante vocal tónica.
- 13 Al final de palabra.
- 14 Tras u, r o ante r, l.
- 15 Tras n.

## Vocales y consonantes silábicas
| Antigua rec. | Nueva rec. | Sánscrito | Avéstico   | A. E. E. | Lituano   | Armenio      | Albano              | Tocario    | Hitita | Griego       | Latín   | Irlandés ant. | Gótico      |
| ------------ | ---------- | --------- | ---------- | -------- | --------- | ------------ | ------------------- | ---------- | ------ | ------------ | ------- | ------------- | ----------- |
| *e           | *e         | a         | a          | e        | e         | e            | je, ie, e, i; ja 12 | ä          | e, i   | e            | e       | e             | i; ai [ɛ]2  |
| *e           | *h₁e       | a         | a          | e        | e         | e            | je, ie, e, i; ja 12 | ä          | e, i   | e            | e       | e             | i; ai [ɛ]2  |
| *a           | (*a 3)     | a         | a          | o        | a         | a            | ha, a               | ā          | ha, a  | a            | a       | a             | a           |
| *a           | *h₂e       | a         | a          | o        | a         | a            | ha, a               | ā          | ha, a  | a            | a       | a             | a           |
| *o           | *h₃e       | a         | a          | o        | a         | o, a         | a                   | a, e       | a      | o            | o       | o             | a           |
| *o           | *o         | a, ā 4    | a, ā 4     | o        | a         | o, a         | a                   | a, e       | a      | o            | o       | o             | a           |
| *ə           | *h₁        | i         | i, Ø       | Ø        | Ø         | a, Ø         | a                   | ā          | a      | e            | a       | a             | a, Ø        |
| *ə           | *h₂        | i         | i, Ø       | Ø        | Ø         | a, Ø         | a                   | ā          | h      | a            | a       | a             | a, Ø        |
| *ə           | *h₃        | i         | i, Ø       | Ø        | Ø         | a, Ø         | a                   | ā          |        | o            | a       | a             | a, Ø        |
| *-           | *h₁        | Ø         | Ø          | Ø        | Ø         | e (a?)       | Ø                   | Ø          | a      | e (o)        | Ø       | Ø             | Ø           |
| *-           | *h₂        | Ø         | Ø          | Ø        | Ø         | a            | Ø                   | Ø          | ha     | a            | Ø       | Ø             | Ø           |
| *-           | *h₃        | Ø         | Ø          | Ø        | Ø         | a            | Ø                   | Ø          | a, ha  | o            | Ø       | Ø             | Ø           |
| *ē           | *ē         | ā         | ā          | ě        | ė         | i            | o, ua               | a/e?; ā? 8 | e, i   | ē            | ē       | ī             | ē           |
| *ē           | *eh₁       | ā         | ā          | ě        | ė         | i            | o, ua               | a/e?; ā? 8 | e, i   | ē            | ē       | ī             | ē           |
| *ā           | (*ā 3)     | ā         | ā          | a        | o         | a            | o, ua               | a/o?       | a, ah  | ā > ē        | ā       | ā             | ā           |
| *ā           | *eh₂       | ā         | ā          | a        | o         | a            | o, ua               | a/o?       | a, ah  | ā > ē        | ā       | ā             | ā           |
| *ō           | *ō         | ā         | ā          | a        | uo        | u            | e                   | a/ā?; ū? 8 | a      | ō            | ō       | ā; ū 8        | ā           |
| *ō           | *eh₃       | ā         | ā          | a        | uo        | u            | e                   | a/ā?; ū? 8 | a      | ō            | ō       | ā; ū 8        | ā           |
| *i           | *i         | i         | i          | ь        | i         | i            | i; e 10             | ä          | i      | i            | i       | i             | i           |
| *ī           | *ih₁       | ī         | ī          | i        | y         | i            | i                   | i          | i      | ī            | ī       | ī             | ei [i:]     |
| *ī           | *ih₂       | ī         | ī          | i        | y         | i or (j)a? 7 | i                   | yā         | i      | ī or (j)ā? 7 | ī       | ī             | ei [i:]     |
| *ī           | *ih₃       | ī         | ī          | i        | y         | i or (j)a? 7 | i                   | yā         | i      | ī or (j)ō? 7 | ī       | ī             | ei [i:]     |
| *ei          | *ei        | ē         | ōi, aē 4   | i        | ei, ie 5  | i            | i                   | e          | ei     | ī            | īa, ē 6 |               | ei [i:]     |
| *ei          | *h₁ei      | ē         | ōi, aē 4   | i        | ei, ie 5  | i            | i                   | e          | ei     | ī            | īa, ē 6 |               | ei [i:]     |
| *oi          | *oi        | ē         | ōi, aē 4   | ě        | ai, ie5   | e            | e, ai               | e          | oi     | ū            | oe      | ai            |             |
| *oi          | *h₃ei      | ē         | ōi, aē 4   | ě        | ai, ie5   | e            | e, ai               | e          | oi     | ū            | oe      | ai            |             |
| *ai          | (*ai 3)    | ē         | ōi, aē 4   | ě        | ai, ie5   | e            | e, ai               | e          | ay     | ai           | ae      | ai            | ae          |
| *ai          | *h₂ei      | ē         | ōi, aē 4   | ě        | ai, ie5   | e            | e, ai               | e          | ay     | ai           | ae      | ai            | ae          |
| *ēi          | *ēi        | āi; ā 8   | āi; ā(i) 8 | i        |           |              |                     |            |        | āi > ēi      | ī?      |               | ai          |
| *ōi          | *ōi (*oei) | āi; ā 8   | āi; ā(i) 8 | y; u 8   | ai; ui 8  |              |                     |            | ai     | āi > ēi      | ō       | u 8           |             |
| *āi          | *eh₂ei     | āi; ā 8   | āi; ā(i) 8 | ě        |           |              |                     |            |        | āi > ēi      | ae      |               | ai          |
| *u           | *u         | u         | u          | ъ        | u         | u            | u; y 11             | ä          | u      | u            | u       | u; o 1        | u; au [ɔ] 2 |
| *ū           | *uh₁       | ū         | ū          | y        | ū         | u            | y; i 8              | u          | u      | ū            | ū       | ū             | ū           |
| *ū           | *uh₂       | ū         | ū          | y        | ū         | u or (w)a? 7 | y; i 8              | wā         | u      | ū or (w)ā? 7 | ū       | ū             | ū           |
| *ū           | *uh₃       | ū         | ū          | y        | ū         | u or (w)a? 7 | y; i 8              | wā         | u      | ū or (w)ō? 7 | ū       | ū             | ū           |
| *eu          | *eu        | ō         | ə̄u, ao 4   | ju       | iau       | oy           | e                   | u          | u      | eu           | ū       | ūa; ō 9       | iu          |
| *eu          | *h₁eu      | ō         | ə̄u, ao 4   | ju       | iau       | oy           | e                   | u          | u      | eu           | ū       | ūa; ō 9       | iu          |
| *ou          | *ou        | ō         | ə̄u, ao 4   | u        | u         | oy           | a                   | o, au      | u      | ou           | ū       | ūa; ō 9       | au          |
| *ou          | *h₃eu      | ō         | ə̄u, ao 4   | u        | u         | oy           | a                   | o, au      | u      | ou           | ū       | ūa; ō 9       | au          |
| *au          | (*au 3)    | ō         | ə̄u, ao 4   | u        | u         | aw           | a                   | o, au      | u      | au           | au      | ūa; ō 9       | au          |
| *au          | *h₂eu      | ō         | ə̄u, ao 4   | u        | u         | aw           | a                   | o, au      | u      | au           | au      | ūa; ō 9       | au          |
| *ēu          | *ēu        | āu        | āu         | u        | iau       |              |                     |            |        |              | ū?      |               | au          |
| *ōu          | *ōu        | āu        | āu         |          |           |              |                     |            |        | ō            |         |               |             |
| *m̥           | *m̥         | a         | a          | ę        | im̃; um̃ 14 | am           | a                   | äm         | am     | a            | em      | em, am        | um          |
| *m̥̅           | *mH        | ā         | ā          | ę        | ìm; ùm 14 | ama          |                     | mā         |        | mē, mā, mō   | mā      | mā            | um          |
| *m̥m          | *mH        | am        | am         | ьm/ъm    | im; um 14 | am           |                     |            |        | am           | em      | am            | um          |
| *n̥           | *n̥         | a         | a          | ę        | iñ; uñ 14 | an           | a                   | än         | an     | a            | en      | en, an        | un          |
| *n̥̄           | *nH        | ā         | ā          | ę        | ìn; ùn 14 | ana          |                     | nā         |        | nē, nā, nō   | nā      | nā            | un          |
| *n̥n          | *nH        | an        | an         | ьn/ъn    | iñ; uñ 14 | an           |                     |            |        | an           | en      | an            | un          |
| *l̥           | *l̥         | ṛ         | ərə        | lь/lъ    | il̃; ul̃ 14 | al           |                     | äl         | al     | la           | ol      | li            | ul          |
| *l̥̄           | *lH        | īr; ūr 13 | arə        | lь/lъ    | ìl; ùl 14 | ala          | al                  | lā         |        | lē, lā, lō   | lā      | lā            | ul          |
| *l̥l          | *lH        | ir; ur 13 | ar         | ьl/ъl    | il; ul 14 | al, la       |                     |            |        | al           | el      | al            | ul          |
| *r̥           | *r̥         | ṛ         | ərə        | rь/rъ    | ir̃; ur̃ 14 | ar           | ri                  | är         | ar     | ra           | or      | ri            | aur         |
| *r̥̄           | *rH        | īr; ūr 13 | arə        | rь/rъ    | ìr; ùr 14 | ara          | ra                  | rā         |        | rē, rā, rō   | rā      | rā            | aur         |
| *r̥r          | *rH        | ir; ur 13 | ar         | ьr/ъr    | ir; ur 14 | ar           |                     |            |        | ar           | ar      | ar            | aur         |
| Antigua rec. | Nueva rec. | Sánscrito | Avéstico   | A. E. E. | Lituano   | Armenio      | Albano              | Tocario    | Hitita | Griego       | Latín   | Irlandés ant. | Gótico      |

Notas
- 1 Ante wa.
- 2 Ante r, h.
- 3 La existencia de una a protoindoeuropea no alófona está discutida.
- 4 En sílabas abiertas (Ley de Brugmann).
- 5 Con el acento.
- 6 Ante consonantes palatales.
- 7 La así llamada ruptura está discutida (ejemplos típicos son *proti-h₃kʷo- > Ved. prátīkam ~ Gr. πρόσωπον; *gʷih₃u̯o- > Ved. jīvá- ~ Arm. keank‘, Gr. ζωός; *duh₂ro- > Ved. dūrá- ~ Arm. erkar, Gr. δηρός)
- 8 En sílaba final.
- 9 Ante velares y átona.
- 10 Ante una ā en la sílaba siguiente.
- 11 Ante una ien la sílaba siguiente.
- 12 En sílaba cerrada.
- 13 En cercanía de labiales.
- 14 En cercanía de labiovelares.